# Солнечное (Глубоковский район)
Солнечное (каз. Солнечное) — село в Глубоковском районе Восточно-Казахстанской области Казахстана. Входит в состав Бобровского сельского округа. Код КАТО — 634039300.

## Население
В 1999 году население села составляло 966 человек (461 мужчина и 505 женщин). По данным переписи 2009 года, в селе проживало 1065 человек (486 мужчин и 579 женщин).